# Bruce Greenwood

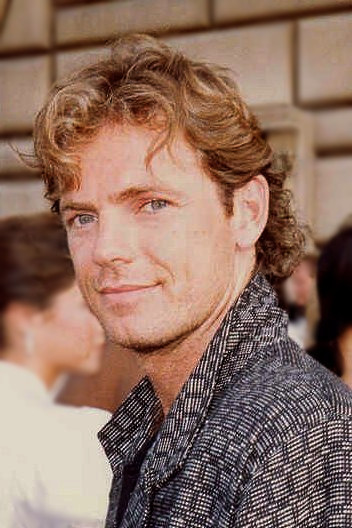
Greenwood in 1987

Bruce Greenwood (Noranda (Quebec), 12 augustus 1956) is een Canadees acteur. Hij won in 2001 een Satellite Award voor zijn bijrol als John F. Kennedy in de historische dramafilm Thirteen Days. Greenwood maakte in 1977 zijn acteerdebuut in de Canadese komedieserie The Beachcombers, waarna hij 1979 debuteerde op het witte doek in de thriller Bear Island. Greenwood is ook muzikant; hij speelt elektrische gitaar.

## Televisiewerk
Enkele series waarin Bruce Greenwood een belangrijke rol speelde:
- 2018 tot heden: The Resident, als Dr. Bell
- 2012: The River, als Dr. Emmet Cole
- 1997: Sleepwalkers, als Dr Nathan Bradford
- 1995: Nowhere Man, als Thomas Veil
- 1994: Hardball, als Dave Logan
- 2023: The Fall of the House of Usher, als Roderick Usher

## Filmografie
- 1982: Rambo: First Blood (Greenwood had hierin slechts 12 regels tekst, maar zelfs die werden in de eindmontage geschrapt, zodat hij alleen nog maar een kleine figurantenrol had. Toch werd zijn naam nog vermeld op de titelrol.)
- 1990: Summer Dreams The Story of The Beach Boys, als Dennis Wilson
- 1992: Passenger 57, als Stuart Ramsey
- 1997: Fathers' Day, als Bob Andrews
- 1997: The Sweet Hereafter, als Billy
- 1998: Disturbing Behavior, als Dr Edward Caldicott
- 1999: Double Jeopardy, als Nicholas Parsons
- 2000: Thirteen Days, als president John F. Kennedy
- 2002: Swept Away, als Tony
- 2003: The Core
- 2004: I, Robot, als Lance Robertson
- 2005: Racing Stripes, als Nolan Walsh
- 2006: Déjà Vu, als Jack McCready
- 2006: Eight Below, als Dr. Davis McClaren
- 2007: I'm Not There, als Pat Garrett
- 2008: National Treasure: Book of Secrets, als president
- 2008: Star Trek, als Christopher Pike
- 2010: Barney's Version, als Blair
- 2010: Meek's Cutoff, als Stephen Meeks
- 2012: Flight, als Charlie Anderson
- 2013: Star Trek: Into Darkness, als Christopher Pike
- 2015: Truth, als Andrew Heyward
- 2016: Spectral, als General Orland
- 2017: Gerald's Game, als Gerald Burlingame
- 2017: The Post, als Robert McNamara
- 2017: Kingsman: The Golden Circle, als President van de Verenigde Staten
- 2018: Batman: Gotham by Gaslight, als Batman (stemrol)

## Trivia
- Greenwood won onder meer een Gemini (de Canadese Emmy) voor zijn gastrol in Road to Avonlea.

- Bibsys: 1014902
- Biblioteca Nacional de España: XX1110788
- Bibliothèque nationale de France: cb140242537 (data)
- Gemeinsame Normdatei: 138024413
- International Standard Name Identifier: 0000 0001 1450 6676
- Library of Congress Control Number: nr00021938
- MusicBrainz: ca3a4b82-611b-4643-bcce-c6984b3ea9ac
- Nationale Bibliotheek van Tsjechië: xx0052366
- Nationale Bibliotheek van Israël: 987007313035805171
- Nationale Bibliotheek van Polen: a0000001684115
- Nederlandse Thesaurus van Auteursnamen: 079130240
- SNAC: w61z7f35
- Système universitaire de documentation: 077613406
- Virtual International Authority File: 85637082
- WorldCat: E39PBJxhm9j8RJCJXVhf9jkMT3